# Alonso de Villegas
Alonso de Villegas Selvago, född 1533 i Toledo, död där den 23 januari 1603, var en spansk författare. 
Villegas debuterade med La comedia selvagia, en efterbildning, om än inte slavisk, av Rojas Celestina. Arbetet, som avser att vara moraliskt och religiöst, utan att besitta någondera egenskapen, är uppfinningsrikt och präglas av naturlig gratie och finns intaget i samlingsverket Colección de libros raros y curiosos. Av Villegas arbeten är vidare att nämna Flos sanctorum (5 delar; många upplagor), Vida de San Isidro labrador och ett par arbeten av mindre omfång: Favores de la Virgen och Soliloquios divinos. Villegas är intagen i Spanska akademiens Catálogo de autoridades de la lengua.